# Stambach
Stambach mit 617 Einwohnern (Stand 1. Jänner 2022) ist eine Katastralgemeinde und ehemalige Gemeinde im Gerichtsbezirk Fürstenfeld und im politischen Bezirk Hartberg-Fürstenfeld in der Steiermark in Österreich. Seit 1. Jänner 2015 ist sie im Rahmen der steiermärkischen Gemeindestrukturreform mit der Gemeinde Grafendorf bei Hartberg zusammengeschlossen, die neue Gemeinde führt den Namen „Grafendorf bei Hartberg“ weiter.

## Geografie

### Geografische Lage
Die Gemeinde liegt rund fünf Kilometer nördlich der Bezirkshauptstadt Hartberg, am Osthang des Masenbergs und westlich von Grafendorf, auf einer Seehöhe um die 600 Meter.

### Gliederung
Das Gemeindegebiet umfasste folgende drei Ortschaften (in Klammern Einwohnerzahl Stand 1. Jänner 2024):
- Pongratzen (175) mit Edhöf
- Stambach (279)
- Zeilerviertel (136)

Die ehemalige Gemeinde bestand aus der einzigen Katastralgemeinde Stambach mit 2.047,81 ha (2015).

## Politik
- letzter Bürgermeister: Johannes Buchegger (ÖVP)
- letzte Gemeinderäte: 6 ÖVP, 1 SPÖ und 2 FPÖ

### Wappen
Die Verleihung des Gemeindewappens erfolgte mit Wirkung vom 1. Juli 1992.

Blasonierung (Wappenbeschreibung): „In rotem Schild golden ein gestürztes Schwert, mit dem Griff eine Laubkrone durchstoßend, zwischen zwei pfahlweisen Leisten, an denen sich je eine einwärts gekehrte Meise klammert und die zwischen je zwei schrägeinwärts abgeschnittenen im Schildfuß wachsenden Pfählen stehen.“

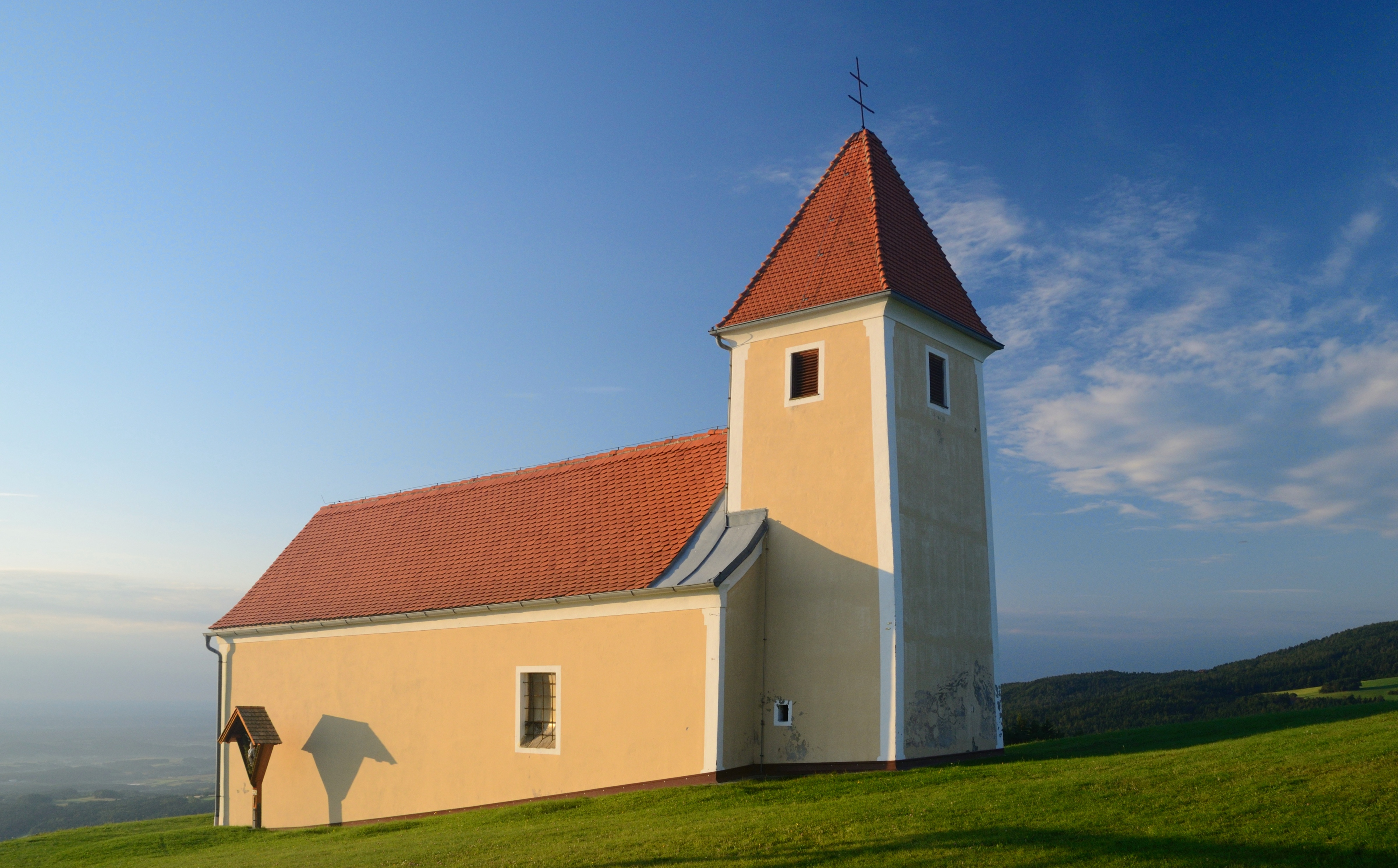
Filialkirche auf dem Masenberg

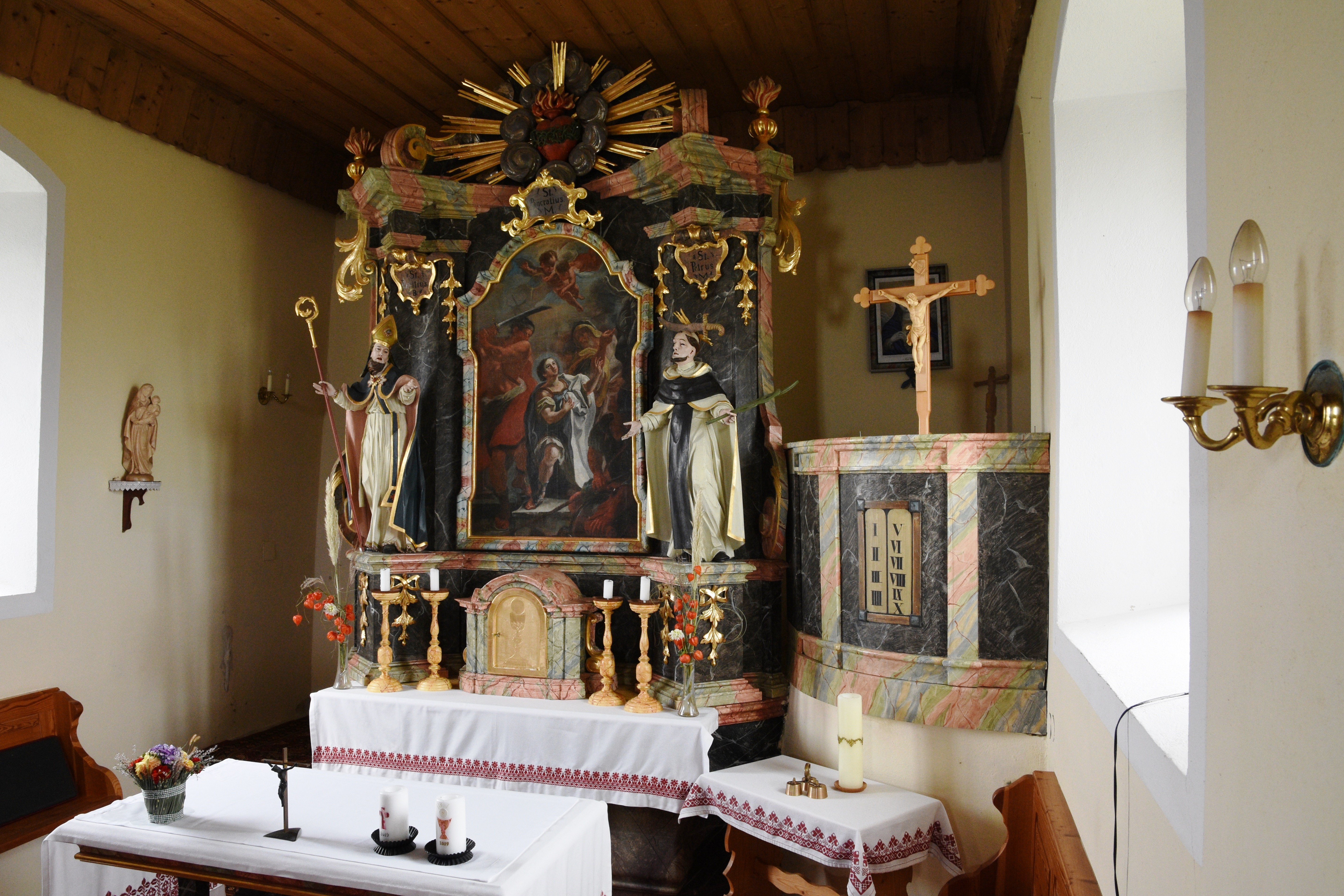
Innenansicht der Filialkirche

## Persönlichkeiten

### Ehrenbürger der Gemeinde
- Franz Eckert († 2022), Bürgermeister von Stambach 1994–2000[4]